# Voglio crederci
Voglio crederci (Sen Inandir) è un film del 2023 diretto da Evren Karabiyik Günaydin e Murat Saraçoglu.

## Trama
Due nonne cercano di far incontrare i loro nipoti per far ritrovare loro l'amore che provavano un tempo.

## Distribuzione
Il film è stato distribuito sulla piattaforma Netflix a partire dal 23 giugno 2023.